# Relations entre l'Allemagne et l'Union européenne
 (août 2025).
Améliorez-le ou discutez des points à vérifier. 
Les relations entre l'Allemagne et l'Union européenne sont des relations verticales impliquant l'organisation supranationale et un de ses États membres.
L'Allemagne de l'Ouest (RFA) est l'un des États fondateurs de la CECA en 1952 avec cinq autres États et l'Allemagne de l'Est (RDA) a été intégrée à la CEE  peu après la réunification allemande en 1990.

## Historique

### Sous le mandat de Konrad Adenauer (1949-1963)
Après la fin de la Seconde Guerre mondiale, les initiatives en faveur d'un rapprochement des peuples d'Europe se multiplient ; pour Konrad Adenauer, la mise en commun des productions du charbon et de l'acier telles que promue par Jean Monnet et Robert Schuman apparaît comme un « bon moyen de réhabiliter son pays sur la scène internationale » et d'agir en faveur d'une intégration politique plus poussée,.

### Sous le mandat de Helmut Kohl (1982-1998)
Le 12 juillet 1994, le Tribunal constitutionnel fédéral rend à arrêt donc le contenu permet une implication plus importante de l’Allemagne dans l'établissement d'une politique européenne de sécurité et de défense.

### Sous le mandat de Gerhard Schröder (1998-2005)

#### Premier mandat (1998-2003)
La crise au Kosovo et l'intervention militaire sous l’égide de l’OTAN en 1999, ont entraîné au niveau européen des discussions et repositionnement nationaux vis-à-vis de la PESD. En Allemagne, cette crise fut la première où des soldats allemands furent déployés depuis la Seconde Guerre mondiale. La nature de l'opération fit l’objet de débats entre intervention militaire ou humanitaire. La réforme de l’armée allemande qui s'ensuivit entraîna son adaptation afin de se conformer aux missions de Petersberg, lesquelles avaient été inscrites dans le traité sur l’Union européenne.
Toutefois, en 2000, le ministre allemand de la Défense, Rudolf Scharping, estime que l’OTAN reste l'élément essentiel à la sécurité de l’Europe et que le développement d'une politique de sécurité européenne ne doit pas se faire en concurrence avec l’OTAN.

### Sous le mandat d'Angela Merkel (depuis 2005)

#### Premier mandat (2005-2009)
L'arrivée au pouvoir d'Angela Merkel en 2005 est marqué par la volonté de rappeler son attachement au moteur franco-allemand de la construction européenne. Son objectif est alors de redéfinir cet axe afin qu'il ne soit plus « exclusif » et « dirigé contre les autres ».
En parallèle, elle exprime son opposition à l'adhésion turque à l'Union européenne.

#### Troisième mandat (2013-2017)
En septembre 2015, alors que la crise de la gestion du flux migratoire s'intensifie en Europe, la Angela Merkel ouvre les frontières aux migrants situés en Hongrie afin de prévenir une crise humanitaire.

#### Quatrième mandat (depuis 2017)
Le quatrième mandat d'Angela Merkel a commencé tardivement, le 14 mars 2018, après de longues négociations ayant conduit à la formation d'une « grande coalition » entre l'Union chrétienne-démocrate d'Allemagne (CDU), le Parti social-démocrate d'Allemagne (SPD) et l'Union chrétienne-sociale en Bavière (CSU). Les élections fédérales allemandes de 2017 avaient notamment entraînée l'arrivée des membres de l'AfD au Bundestag.

## Rapport entre le droit de l'Union européenne et le droit allemand

### Loi fondamentale
Les traités européens sont ratifiés, à l'instar des autres traités internationaux, par le Bundestag et le Bundesrat. Bien que tous les traités ne nécessitent pas la ratification du Bundesrat, il préserve un moyen de pression sur le gouvernement fédéral en matière européenne afin d'obtenir des garanties, notamment en ce qui concerne leurs compétences respectives,.
Dans le cas spécifique de l'Union européenne, la participation de l'Allemagne est autorisée par l'article 24(1) qui dispose :
« La Fédération peut transférer, par voie législative, des droits de souveraineté à des institutions internationales. »
En termes de hiérarchie des normes, l'Allemagne considère que le droit international n'est pas considéré comme distinct du droit interne allemand.
La principale problématique qui s'est posé entre les traités européens et la loi fondamentale allemande était la crainte que les institutions européennes enfreignent les principes fondamentaux (les droits de l'homme mais également la structure et la nature de l’État, etc.) qui y sont inscrits. Cependant, l'article 79(3) exclut toute possibilité de modification de ces dispositions. Cette même disposition protège la souveraineté des Länder,. Ainsi, alors que les affaires étrangères sont théoriquement la compétence du gouvernement fédéral, l'accord de Lindau (1957) puis des évolutions datant de 1968, garantissent la participation des Länder lorsque leurs compétences sont affectées.

## Positionnement thématique

### Défense
Le positionnement allemand dans les questions de défense a longtemps été influencé par l'histoire. Ce n’est que le 12 juillet 1994 que le Tribunal constitutionnel fédéral a autorisé l’envoi de soldats allemands hors du territoire dans le cadre d'opérations militaires extérieures. Cet arrêt établit des conditions à la participation des troupes allemandes :
- tout d'abord, l'adhésion de l'Allemagne a une zone de sécurité collective impliquant la participation complète des forces armées allemandes doit être approuvée par une loi d'intégration adoptée par le Bundestag ;
- puis une réserve parlementaire impliquant qu'avant chaque engagement, le Bundestag doit approuver l'envoi de troupes par l'adoption d'une résolution simple.

L'Allemagne reste toutefois une puissance civile et souhaite développer l’aspect de prévention des conflits. Par ailleurs, l'Allemagne reste alors profondément attachée à l'OTAN, estimant que le développement de la PESD ne doit pas faire concurrence aux mécanismes en place au niveau de l’OTAN.
Selon la terminologie employée par Dumoulin, Mathieu et Gordon, l'« effet Kosovo », à savoir l'incapacité des Européens à intervenir afin de protéger et faire cesser le conflit, fut primordial sur l'évolution de la position allemande après 1999.

## Positionnement vis-à-vis de l'Union européenne

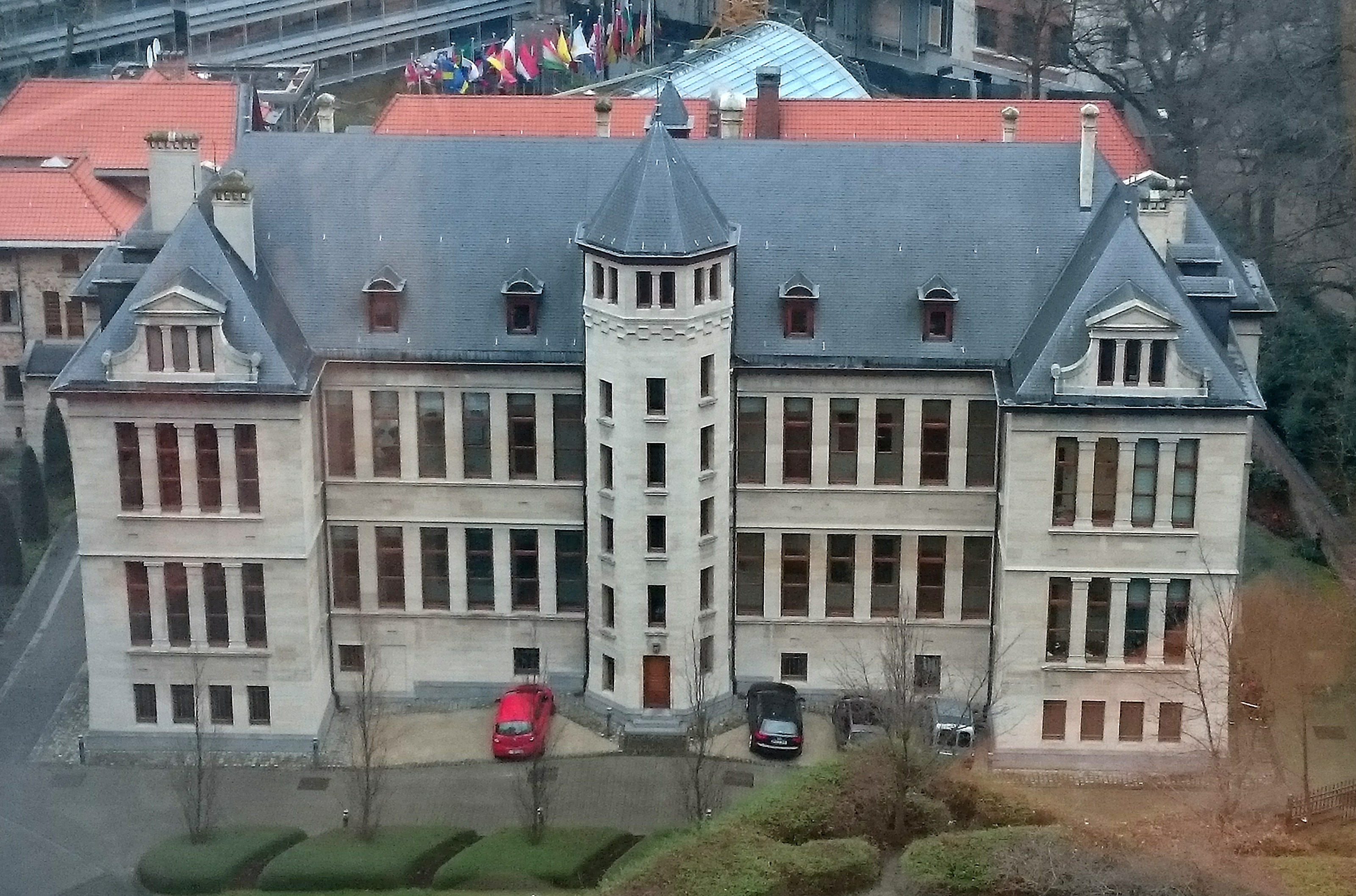
Bâtiment de la représentation de la Bavière auprès de l'UE à Bruxelles.

### Partis politiques

#### Partis eurosceptiques
L'ancien Parti du socialisme démocratique était un parti contre l'actuelle forme que prend la construction européenne. Dissout en 2007, il continue d'exister au travers du parti Die Linke membre du parti de la gauche européenne qui s'était prononcé contre le projet de constitution européenne.
Un nouveau parti a été fondé en mars 2013 sous le nom Alternative pour l'Allemagne.

### Référénces
1. ↑  Traité d'unification, lire en ligne (traduction).
2. ↑  « Konrad Adenauer et la construction européenne » [PDF], sur le site de la Fondation Konrad Adenauer, Département Archives de la politique chrétienne-démocrate, 2010 (consulté le 18 octobre 2017).
3. ↑  (de) « Konrad Adenauer et la signature du traité CECA par la RFA » [vidéo], sur le site du CVCE, 1951 (consulté le 18 octobre 2017).
4. 1 2  Dumoulin, Mathieu et Gordon 2003, p. 45
5. ↑  Dumoulin, Mathieu et Gordon 2003, p. 49 et 50
6. 1 2 3  Dumoulin, Mathieu et Gordon 2003, p. 47
7. 1 2  « Angela Merkel : biographie de l'ancienne chancelière allemande », sur Touteleurope.eu, 11 janvier 2022 (consulté le 16 novembre 2023).
8. ↑  « Politics and society », sur ARTE (consulté le 16 novembre 2023).
9. ↑  Rideau 2010, p. 1121
10. ↑  Article 59(2) de la Loi fondamentale
11. ↑  Article 25 de la Loi fondamentale
12. 1 2  Article 79(3) de la Loi fondamentale
13. ↑  Rideau 2010, p. 1123
14. ↑  Rideau 2010, p. 1122
15. ↑  Tomuschat 1994, p. 373
16. ↑  Dumoulin, Mathieu et Gordon 2003, p. 51
17. ↑  Page « International » du parti